# Carpophilus humeralis
Carpophilus humeralis är en skalbaggsart som först beskrevs av Fabricius 1758.  Carpophilus humeralis ingår i släktet Carpophilus och familjen glansbaggar. Inga underarter finns listade i Catalogue of Life.